# Samorząd Regionu Megillot
Samorząd Regionu Megillot (hebr. מועצה אזורית מגילות ים המלח) – samorząd regionu położony w Dystrykcie Judei i Samarii, w Izraelu.
Samorządowi podlegają osady rolnicze położone na zachód od wybrzeża Morza Martwego.

## Osiedla
W 4 kibucach, 1 moszawie, 1 osiedlu i 1 nieautoryzowanym osiedlu żyje tutaj około 1800 mieszkańców:

### Kibuce
| - Almog - Bet ha-Arawa | - Micpe Szalem - Kalja |

### Moszawy
- Wered Jericho

### Osiedla
- Awenat

### Nieautoryzowane osiedla
- Kedem Arawa